# Antonio Francisco Casimiro Alonso-Pimentel Vigil de Quiñones y Zúñiga
Antonio Francisco Casimiro Alonso-Pimentel Vigil de Quiñones y Zúñiga (m. 1743), XV conde de Mayorga, VI marqués de Jabalquinto, VII marqués de Villarreal de Purullena, XIII conde de Luna, X duque de Benavente, y, por sentencia de 1716, XIII conde de Alba de Liste, además de VI conde de Villaflor. Era el hijo primogénito del segundo matrimonio de su padre, Francisco Antonio Casimiro Alonso-Pimentel Vigil de Quiñones Herrera y Benavides y de Manuela de Zúñiga Silva y Sotomayor, hija del IX duque de Béjar.

## Matrimonios y descendencia
Casó en primeras nupcias el 10 de julio de 1695, en Gandía, con María Ignacia de Borja y Centellas (1677-1711), hija de Pascual de Borjas y Centellas, X duque de Gandía. En 1715 casó por segunda vez con María Felipa de Hornes, hija del conde de Hantkerke de quien no hubo descendencia. Los hijos de su primer matrimonio fueron: 
- Manuel Alfonso Pimentel y Borja (1700-1735), XIV conde de Luna y XVI conde de Mayorga, casado con Teresa María de Silva y Mendoza, de quien fue su primer esposo, hija de Juan de Dios de Silva y Haro, X duque del Infantado[1] y VI duque de Pastrana, y María Teresa Gutiérrez de los Ríos y Zapata, dama de la reina.
- Francisco Alfonso Pimentel y Borja (1707-9 de febrero de 1763), XI duque de Benavente, X duque de Medina de Rioseco, XIII duque de Gandía, II duque de Arión, XI marqués de Lombay, V marqués de Jabalquinto, VIII marqués de Villarreal de Purullena, XVII conde de Mayorga, XV conde de Luna, XIV conde de Alba de Liste, XII conde de Melgar, XIII conde de Oliva, merino mayor de León y de Asturias y caballero de la Orden de Santiago en la que fue comendador de Corral de Almaguer.[1]
- Ignacio Pimentel y Borja (f. 1764), III duque de Arión, XI duque de Medina del Rioseco, XIII conde de Melgar, y V conde de Fontanar.[1]
- María Teresa Pimentel y Borja, casada con Francisco Javier Fernández de Córdoba y Fernández de Córdoba, XI conde de Cabra.[1]